# سيث إبرامسن
سيث إبرامسن (بالإنجليزية: Seth Abramson)‏ هو مدون ومحامي أمريكي، ولد في 31 أكتوبر 1976 في كونكورد في الولايات المتحدة.

## وصلات خارجية
- الموقع الرسمي